# Catai

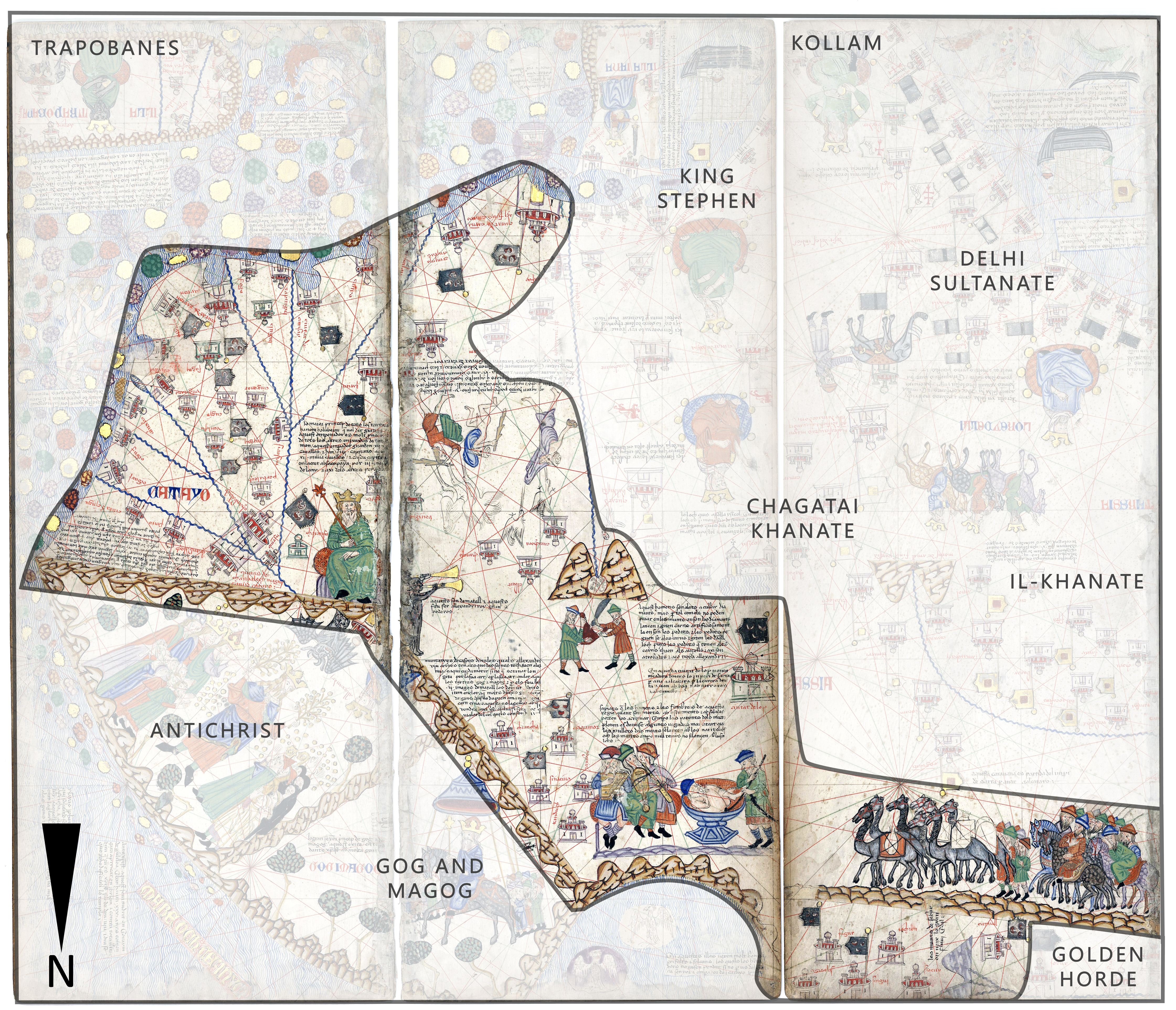
L'impero del Gran Khan (il termine Catayo indica il Catai) secondo l'Atlante Catalano del 1375 (l'immagine è ruotata di 180°). Lo Xinjiang con la sua carovana di commercianti appare nell'angolo in basso a destra, mentre la costa del Pacifico corre lungo l'angolo in alto a sinistra. Kublai Khan viene ritratto mentre si trova sul trono. Su tutto il territorio è mostrata una bandiera con tre mezzelune rosse.

Catai fu in origine il nome dato alla Cina settentrionale da Marco Polo e rimase diffuso in italiano soprattutto nel Medioevo.
Il termine deriva dal nome dei Khitan (o Khitai), un gruppo etnico proto-mongolo seminomade che, dopo successive ondate migratorie, si stabilì e dominò gran parte della Manciuria (Cina nordorientale) nel X secolo.
Il nome è sopravvissuto nella parola russa che indica la Cina (Китай, pronunciato Kitay), nonché nell'inglese arcaico Cathay, nel portoghese Catai e nello spagnolo Catay.
Il termine Catai è riscontrabile anche nell'Orlando furioso di Ludovico Ariosto, nonché nell'Orlando innamorato di Matteo Maria Boiardo (a cui Ariosto stesso si rifà), in cui la regione altro non è che la patria della bella quanto fuggevole principessa Angelica, che peraltro è definita dal suo creatore "principessa dell'India", in quanto principessa orientale e l'India era, per sineddoche, l'Asia. In verità Cataio sarebbe piuttosto, in Boiardo, una città dell'India esterna. In una chiosa d'autore alle Vite di Cornelio Nepote, tradotte dallo stesso Boiardo, egli menziona inequivocabilmente il Cataio come città: «Media è una provincia che ha da mezodì Persia, da levante Hyrcania, da Ponente Armenia, da tramontana il mare Caspio, ne la quale è hogidì la grande citade del Chatayo soto lo Almansore di Persia». Non solo: tutte le menzioni del Catai nel poema si adattano infatti molto meglio a una città, luogo chiuso e cinto da mura, che non ad una regione aperta. Angelica sarebbe dunque una principessa indiana, dal fascino sì orientale, ma non cinese.

## Storia del termine
A partire dai contatti diplomatici e commerciali con i Khitan, l'inizio della diffusione del termine può essere fatta risalire a mercanti musulmani di origine araba o turcica, molto attivi nell'Asia centrale, o anche alle missioni di alcuni frati francescani attraverso il Karakorum verso la capitale dell'Impero mongolo, tornando a metà del XIII secolo in Europa e introducendo la parola. Tuttavia si deve a Marco Polo, che si recò in Cina quasi cinquant'anni dopo, il ritratto del Catai che rimarrà nell'immaginario europeo, infatti il Milione scolpì nella mente degli europei luoghi esotici e misteriosi, depositari di una civiltà diversa e sviluppata e di tecnologie avanzate. Dopo il crollo del potere mongolo nel XIV secolo e la pax mongolica non più garantibile anche per il degrado delle reti di collegamento, i contatti europei con la Cina furono persi, ma le storie sul paese persistettero. Cristoforo Colombo e Giovanni Caboto pensavano di dirigersi verso le Indie e di poter raggiungere le terre favolose descritte dal veneziano, come il Cipango e, appunto, il Catai, nei loro viaggi nel Nuovo Mondo: Colombo, che aveva con sé una copia del Milione, credeva di essere arrivato al Mangi, che descriveva come contiguo al Catai (Mangi o Manzi era il nome denigratorio dato dai cinesi alla zona cinese sudorientale non sinizzata). 
Ci si rese conto che Cina e Catai erano lo stesso luogo solo quando il frate agostiniano spagnolo Marin de Rade, nel 1575, e il gesuita italiano Matteo Ricci, nel 1607, dimostrarono che la Cina poteva essere raggiunta seguendo la rotta terrestre di Marco Polo, in parte lungo l'antica Via della seta, che correva nell'Asia centrale.